# Eupeodes
Genre
Eupeodes est un genre d'insectes diptères prédateurs de la famille des syrphidés, dont les larves ont pour proie principalement les pucerons sur les arbres fruitiers, les cultures légumières, les grandes cultures...

## Synonyme
- Metasyrphus

## Liste d'espèces rencontrées en Europe
- Eupeodes abiskoensis
- Eupeodes borealis
- Eupeodes bucculatus
- Eupeodes corollae
- Eupeodes curtus
- Eupeodes duseki
- Eupeodes flaviceps
- Eupeodes goeldlini
- Eupeodes lambecki
- Eupeodes lapponicus
- Eupeodes latifasciatus
- Eupeodes lucasi
- Eupeodes lundbecki
- Eupeodes luniger
- Eupeodes nielseni
- Eupeodes nigroventris
- Eupeodes nitens
- Eupeodes nuba
- Eupeodes punctifer
- Eupeodes tirolensis
- Eupeodes vandergooti